# أبو عبد الله الدامغاني
وهو القاضي الشيخ أبو عبد الله محمد بن علي بن محمد بن الحسين بن عبد الملك ابن حمويه الدامغاني، ولد في دامغان في ليلة الأثنين 8 ربيع الثاني عام 398هـ / 1007م، وتفقه على شيوخ بلده.
قدم بغداد ودخلها يوم الخميس 26 رمضان عام 419 هـ وسمع الحديث من علماء بغداد وبرع في الفقه، وعرف بالعقل الوافر والتواضع، فأرتفع ذكره، وعلا صيته، وشيوخه كانوا ما زالوا أحياء، وأنتهت إليه الرئاسة في فقهاء المذهب الحنفي. من تلامذتهِ أبنهِ أبو الحسن الدامغاني وابن أختهِ أبو محمد الدامغاني.
كان فصيح العبارة كثير المحاضرات سهل الخلاق، وكان يعاني الفقر أيام طلبهِ للعلم، وربما أستضاء بسراج الحارس.، 
كان الشيخ محمد الدامغاني من الشهود العدول لدى القاضي ابن ماكولا وتولى بعده منصب قاضي القضاة يوم الثلاثاء 9 ذي القعدة عام 447 هـ، وخلع عليه وقريء عهده، ودخل في خدمة السلطان طغرل بك يوم الأربعاء 10 ذي القعدة عام 447 هـ، فأعطاه دست وثياب وبغلة، ودامت ولايته على القضاء ثلاثين عاماً وكان يوصف بكثرة الأكل، وكان مشابهاً ونظيراً للإمام الفقيه أبو يوسف الأنصاري في الحشمة والوقار والسؤدد.

## وفاته
مرض الشيخ أبي عبد الله الدامغاني يوم الأربعاء 17 رجب عام 478 هـ، وكان الناس يعودونه ويدخلون عليه إلى غاية يوم الأربعاء 24 رجب، فحجب عن الناس يومين ثم توفي ليلة السبت 27 رجب عام 478هـ/ 1085م، فنزع العلماء طياليسهم يوم وفاته، وصلى بالناس على جنازته أبنه أبو الحسن الدامغاني ودفن في داره بنهر القلائين بالكرخ، ثم نقل إلى مشهد الإمام أبي حنيفة ودفن إلى جانب الإمام وتحت قبتهِ في مقبرة الخيزران في الأعظمية.